# سانشا الليونية
سانشا الليونية (توفيت في 27 نوفمبر 1067) قرينة الملك فرناندو الأول ملك ليون وقشتالة·

## الأسرة والزواج
ولدت سانشا لألفونسو الخامس ملك ليون من زوجته الأولى إلبيرة مينيديث. في سنة 1029 م، تزوجت سانشا زواجًا سياسيًا من الكونت غارسيا سانشيث كونت قشتالة. إلا أنه اغتيل وهو في طريقه لليون لإتمام الزواج. وفي سنة 1032 م، تزوجت فرناندو خيمينيث الذي أصبح ملكًا لقشتالة.
في معركة تامارون سنة 1037، قتل فرناندو شقيق سانشا برمودو الثالث ملك ليون، مما جعل سانشا ترث العرش، مما جعل فرناندو ينصّب نفسه ملكًا على مملكة ليون، وأصبحت سانشا الملكة القرينة. بعد وفاة فرناندو سنة 1065 م، انقسمت المملكة بين أبنائهم الثلاثة، لعبت دور حمامة السلام للصلح بين أبنائها. عرف عن سانشا كونها كاثوليكية متدينة.

## الأبناء
كان لسانشا وفرناندو خمسة أبناء:
- أوراكا من زامورا[8]
- سانشو
- إلبيرة
- ألفونسو
- غارسيا

## الوفاة
توفيت سانشا في ليون في 27 نوفمبر 1067، ودفنت في كنيسة سان إيزيدورو إلى جانب والديها وشقيقها وزوجها وأبنائها إلبيرة وأوراكا وغارسيا.